# Ключівка (річка)
Ключі́вка — річка в Україні, в межах Коломийського району Івано-Франківської області. Права притока Сопівки (басейн Пруту). 

## Опис
Довжина 12 км, площа водозбірного басейну 30 км². Похил річки 23 м/км. Річка здебільшого типово гірська, зі швидкою течією і кам'янистим дном. Долина вузька, у верхній течії V-подібна. Річище слабозвивисте. 

## Розташування
Ключівка бере початок на південь від села Малий Ключів, між північними схилами масиву Покутсько-Буковинські Карпати. Тече спершу на північний схід, далі — на північний захід, у пригирловій частині — на північний схід. Впадає до Сопівки неподалік від східної частини смт Печеніжин. 
Над річкою розташовані села Малий і Великий Ключів, а також східні околиці смт Печеніжина. 

## Притоки
- Большова (ліва)